# Neil Parish
Neil Parish (ur. 26 maja 1956 w Bridgwater w hrabstwie Somerset) – brytyjski polityk, w latach 1999–2009 deputowany do Parlamentu Europejskiego, od 2010 do 2022 poseł do Izby Gmin.

## Życiorys
Kształcił się w Brymore Agricultural School oraz w Taunton College. Pracował w rodzinnym gospodarstwie rolnym. Był radnym dystryktu Sedgemoor, wiceprzewodniczącym rady, a także członkiem rady hrabstwa. W 1997 bez powodzenia ubiegał się o mandat poselski.
W 1999 i 2004 z ramienia Partii Konserwatywnej był wybierany do Parlamentu Europejskiego. Zasiadał w grupie chadeckiej, od 2007 do 2009 przewodniczył Komisji Rolnictwa i Rozwoju Wsi.
Nie ubiegał się o reelekcję w związku z planami wystartowania do Izby Gmin. W wyborach w 2010 z ramienia torysów uzyskał mandat deputowanego do niższej izby brytyjskiego parlamentu w okręgu wyborczym Tiverton i Honiton. W 2015, 2017 i 2019 z powodzeniem ubiegał się o poselską reelekcję.
Pod koniec kwietnia 2022 zadeklarował rezygnację z mandatu po tym, jak ujawniono, że w trakcie posiedzenia Izby Gmin na swoim telefonie komórkowym oglądał pornografię.